# اتین فلاندین
اتین ژان ماری فلاندین (Étienne Jean Marie Flandin) (1 آوریل ۱۸۵۳ – ۲۰ سپتامبر ۱۹۲۲)، یک قاضی و سیاست‌مدار اهل فرانسه بود، وی دو بار معاون شهرستان یون و بعداً سناتور هند فرانسوی از ۱۹۰۹ تا ۱۹۲۰ شد.

## دوران کودکی (۱۸۵۳ – ۱۸۹۳ میلادی)
اتین ژان ماری فلاندین در ۱ آوریل ۱۸۵۳ در پاریس متولد شد. خانواده فلاندین در اصل از منطقه دومیسی-سور-کیور بودند. والدین او چارلز فلاندین (۱۸۰۳–۱۸۸۷ میلادی)، یک دکتر بود و مادرش آلین دی سونیس (۱۸۲۳ – ۱۸۵۷ میلادی) نام داشت. چارلز فلاندین در جریان امپراطوری دوم فرانسه از مخالفان جمهوری‌خواهی حمایت کرد و معاون شورای عمومی یون شد. اتین فلاندین دوره دبیرستان خود را در دبیرستان عالی سنت لوئی به اتمام رساند. او در پاریس، حقوق خواند و دکترای خود را در این رشته به‌دست‌آورد.
فلاندین در ۱۸۷۶ میلادی با پاولین ریبیری ازدواج کرد. او در دانشکده الجزایر، استاد حقوق مدنی شد. از سال ۱۸۸۰ تا ۱۸۸۲ میلادی به تدریس در دانشکده الجزایر پرداخت. فلاندین از ۱۸۸۲ تا ۱۸۸۷ میلادی به عنوان مشاور حقوقی در شهرستان پو ایفای وظیفه کرد. او از ۱۸۸۷ تا ۱۸۸۹ به عنوان سرپرست دادستان کل در پاریس کار کرد و پس از آن از ۱۸۸۹ تا ۱۸۹۳ به عنوان دادستان کل در الجزایر خدمت نمود. او عضو شورای عمومی شهرستان یون شد.

## نماینده پارلمان (۱۸۹۳ – ۱۹۰۹)
فلاندین در ۳ سپتامبر ۱۸۹۳ از طرف حزب جمهوری‌خواه به عنوان نامزد پارلمان از حوزه انتخابیه اولن از شهرستان یون انتخاب گردید. او در دور دوم انتخابات ۵٬۷۰۰ رأی در مقابل نامزد رادیکال به‌نام آلبرت گالوت که ۴٬۴۹۶ رأی گرفته بود، برنده شد. او با گروه پارلمانی اتحادیه جمهوری‌خواه نشست. در انتخابات ۱۸۹۸ فلاندین مجدداً خود را نامزد کرد، اما مغلوب گالوت شد. او دفتر نمایندگی پارلمان را در ۳۱ می ۱۸۹۸ ترک کرد.
در ۱۹۰۲ میلادی، فلاندین با گرفتن ۵٬۷۶۸ رأی در مقابل گالوت که ۵٬۰۷۰ رأی گرفته بود، به عنوان نماینده یون برنده انتخابات شد. وی دوباره با گروه پارلمانی اتحادیه جمهوری‌خواه نشست و در جریان دوره هشتم پارلمان (۱۹۰۲ – ۱۹۰۶) رئیس این گروه پارلمانی بود. او چندین پیشنهاد قانونی را در رابطه به قوه قضاییه، مالیات و نمایندگی متناسب در انتخابات‌ها ارایه کرد. در ۱۹۰۴ میلادی، او رئیس کمیته‌ای بود که تحقیقات روی سرکوب تعلیمات مرتبط با کلیسا را بر عهده داشت. در ۱۹۰۵ میلادی او در گفتمانی پیرامون قانون جدایی کلیسا از دولت شرکت نموده و از این قانون حمایت کرد.
فلاندین در ۶ می ۱۹۰۶ دوباره به عنوان نماینده پارلمان انتخاب شد. او با اخذ ۵٬۸۰۲ رأی در مقابل نامزد رادیکال سوسیالیست به‌نام پاول دیگوی که ۴٬۰۰۰ رأی گرفته بود، برنده شد. در ۲۰ ژانویه ۱۹۰۸، فلاندین یک نسخه جدید از «قوانین جزائی مرتبط با بی‌خانمانی و گدایی، سازمان‌دهی همکاری از طریق کار و نظارت از چادرنشین (کوچی)های که سیار هستند» را پیشکش کرد. او پیشنهاد کرد که افراد غیر-فرانسوی باید یک کتاب‌چه را با خود حمل نمایند تا در تحرکات آن‌ها ثبت و کنترل گردد.

## سناتور (۱۹۰۹ – ۱۹۲۲)
در ۳ ژانویه ۱۹۰۹، فلاندین با اخذ ۸۵ رأی در مقابل سناتور برحال ژولیس گودین که ۲۰ رأی گرفته بود، به عنوان سناتور از حوزه انتخابیه هند فرانسوی، انتخاب گردید. وی در ۳۰ مارس ۱۹۰۹ وارد مجلس سنا شد و در ۲ آوریل ۱۹۰۹ از مجلس نمایندگان (پارلمان) استعفا داد. او عضو گروه اتحادیه جمهوری‌خواه و همچنین عضو چندین کمیته ویژه بود و اغلب به عنوان رئیس یا گزارش‌گر آن کمیته‌ها کار می‌کرد. این کمیته‌ها عبارت از: رژیم مناطق مستعمره، تحریم اقتصادی آلمان و جرایم علیه امنیت خارجی فرانسه. او سخنرانی‌های بیشماری در رابطه به موضوعات مختلف مانند استرداد مجرمین میان فرانسه و بریتانیا، سری بودن ردی و حوزه‌های اداری ملت انجام داد. فلاندین در انتخابات پارلمانی ۱۹۱۴ از نامزدی پاول بلوسین به عنوان نماینده هند فرانسوی حمایت کرد. بروسین با اکثریت مطلق برنده این انتخابات شد.
با آغاز جنگ جهانی اول (۱۹۱۴ – ۱۹۱۸ میلادی)، جزای فرار از رو در رویی با دشمن، مرگ بود. فلاندین اشاره کرد که میزان بالای تبرئه در محاکم در سال‌های ۱۹۱۴ و ۱۹۱۵ احتمالاً به دلیل بی‌میلی قضات برای اعمال این چنین جزای سنگین باشد. پس از تصویب قانون ۲۷ آوریل ۱۹۱۶ که به قضات انعطاف بیشتری در مجازات ارایه کرد، تعداد محکومین به مرگ افزایش یافت. در ۲۹ مارس ۱۹۱۸، زمانی که جنگ در یک مرحله مشکل قرار داشت، مجلس سنا تصمیم گرفت تا یک تغییر پیشنهاد شده در قانون کیفری نظامی ۳ اکتبر ۱۹۱۶ را بازنگری نماید. به عنوان گزارش‌دهنده مجلس، فلاندین بیان داشت که حالا زمانِ دوباره باز کردن سؤال نیست و این‌که هم باید به ضرورتِ انضباط پرداخته شود و هم به تقاضای عدالت که چند ماه قبل از جانب مجلس نمایندگان ترتیب داده شده‌است. سناتورها با تأیید اصل یک رأی‌گیری سری و تبرئه از اتهام برقراری ارتباط با شورای دفاعی با فلاندین موافقت کردند، اما درخواست افزایش تعداد قاضی‌ها در محاکم از پنج به هفت قاضی را رد کردند.
فلاندین رئیس بخش مسلمان در کمیته پارلمانی مربوط به امور خارجی بود. او در ۱۹۱۶ میلادی منشی کمیته امور فرانسه در سوریه شد. در جریان جنگ، یکی از مسائل این بود که سربازان مسلمان و «بی‌دین‌ها» باهم در گورهای دسته جمعی دفن می‌شوند. فلاندین به عنوان رئیس کمیته امور خارجی در سپتامبر ۱۹۱۶ به آریستی بریا هشدار داد که «دشمنان ما احتمالاً نمی‌توانند مسئله‌ای بهتر از این برای برانگیختن افراطی‌گری اسلامی دریابند». فلاندین در ۱۹۱۷ میلادی از خدمت اجباری نیروهای الجزایری انتقاد کرد، چون وی فکر می‌کرد که اجبار مردمان بومی به پذیرفتن روش‌ها و ایده‌آل‌های فرانسوی نادرست بود. او به این باور بود که استفاده از یک سیستم ملیشه مبتنی بر ساختار قبیله‌ای محلی که مردمان بومی بتوانند «نه تنها در تمدن ما، بلکه در تمدن خودشان تکامل نمایند»، بهتر می‌بود.
فلاندین در ۲۶ اکتبر ۱۹۱۸ به عنوان فرستاده موقت فرانسه در تونس گماشته شد. این سمت قبل از امضاء آتش‌بس موقت، توسط ژرژ کلمانسو به وی داده شد. به عنوان نماینده رسمی حکومت فرانسه در کشور تونس، او اداره حکومت تحت‌الحمایه را بر عهده داشت. او از سیاست متصدی خود، گبریل آلپیتیت که به رسمیت‌شناسی نظام کیفری بومی و توسعه خط آهن بود، پیروی کرد. وی همچنین اداره سلامت عمومی و بهداشت را برای مبارزه با امراض سل، حصبه و سفلیس بنیان گذاشت. فلاندین یک کد آب‌یاری را برای پروژه‌های جدید آب‌یاری تطبیق نمود که باعث افزایش محصولات زراعتی می‌گردید. وظایف او در کشور تونس به تاریخ ۱ ژانویه ۱۹۲۱ پایان یافت و او به فرانسه بازگشت تا فعالیت خود به عنوان سناتور را از سر گیرد.
لذا بر موجودیت وضعیت جنگی، مدت سناتوری فلاندین الی ۱۸ ژانویه ۱۹۲۰ تمدید شد. در همان تاریخ، او با اخذ ۱۰۰ رأی در مقابل رقیب خود به‌نام مارتینو که ۴ رأی گرفته بود، مجدداً به عنوان سناتور انتخاب گردید. فلاندین در ۲۰ سپتامبر ۱۹۲۲ در شهر پاریس درگذشت. او برنده نشان افتخار شوالیه لژیون دونور و نشان افسر فرهنگ‌ستان فرانسه بود.

## ارجاعات
1. ↑  Étienne Flandin (1853–1922) – BnF.
2. 1 2 3 4  Étienne Flandin, résident général de France à Tunis.
3. 1 2 3 4 5 6 7 8 9  Jolly 1960.
4. 1 2  Etienne Flandin – Assemblée.
5. ↑  Piazza 2004, p. 112.
6. ↑  Jolly 1960b.
7. ↑  Berlière 2014, p. 112.
8. ↑  Duclert & Bancaud 2002.
9. ↑  Fogarty 2008, p. 184.
10. ↑  Fogarty 2008, p. 237.